# Pedro Peretti

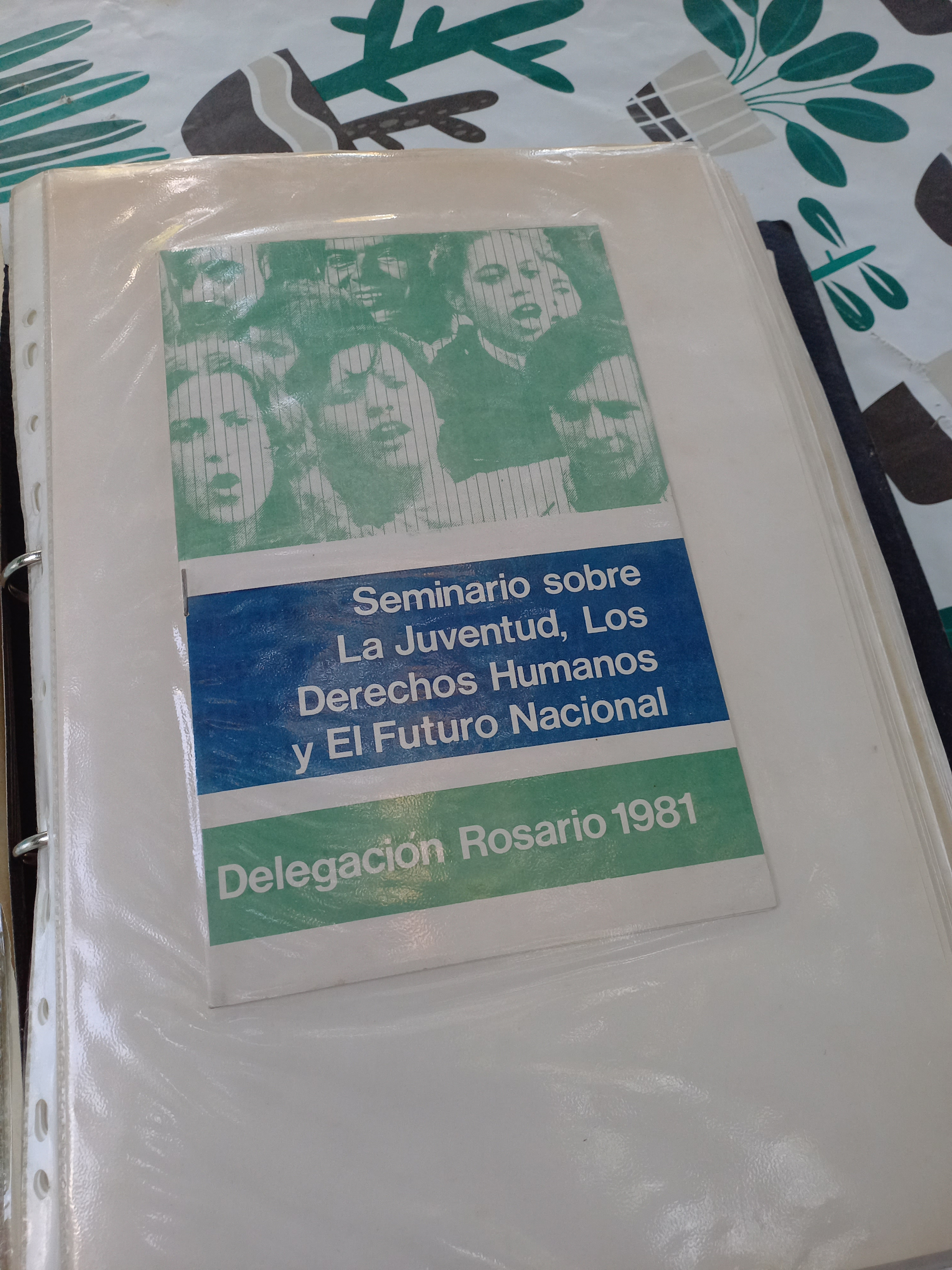
Portada de Seminario sobre la Juventud, Los Derechos Humanos y el Futuro Nacional - 1981 Delegación Rosario

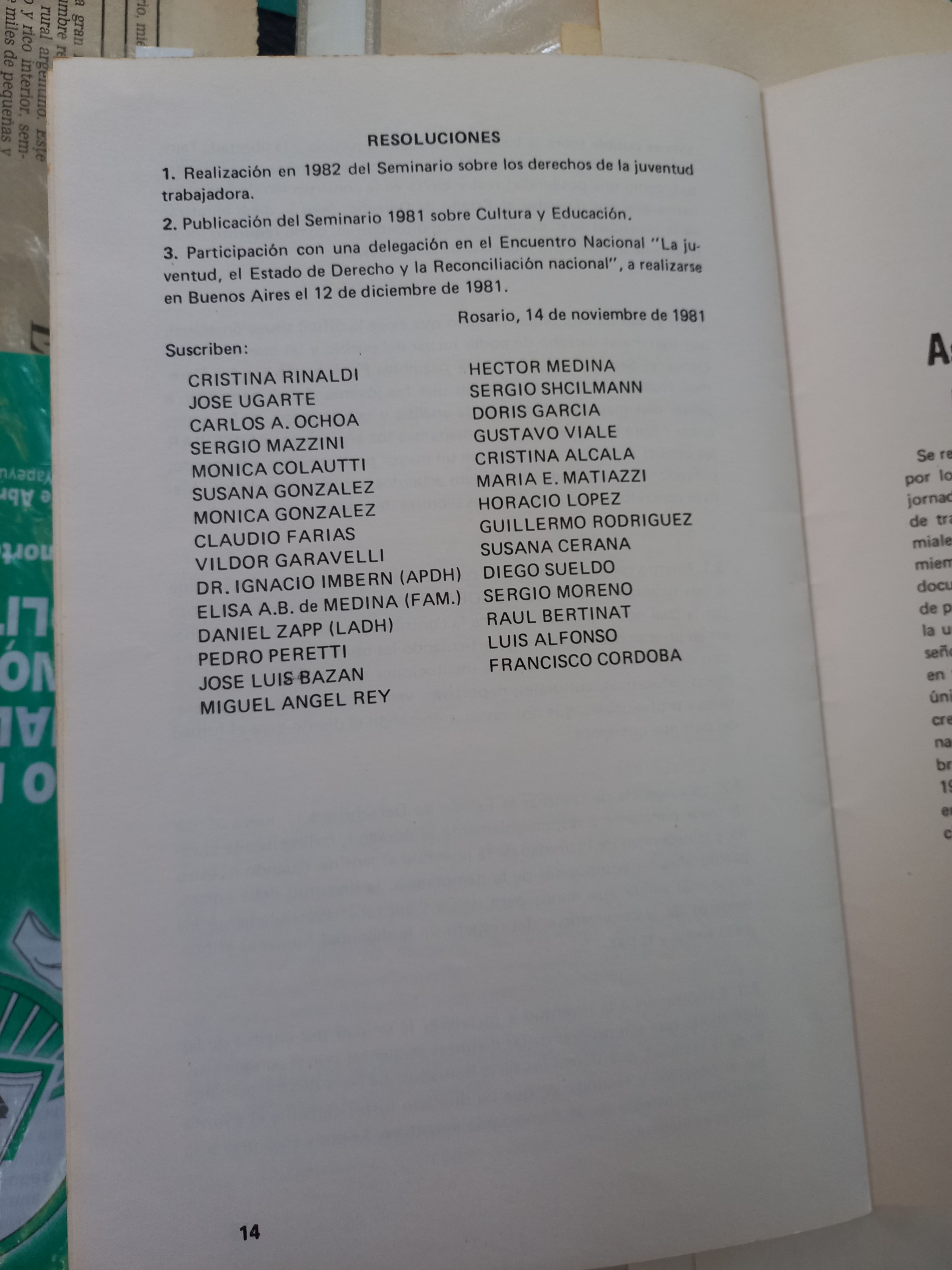
Suscriptores Seminario sobre La Juventud, los Derechos Humanos y el Futuro Nacional

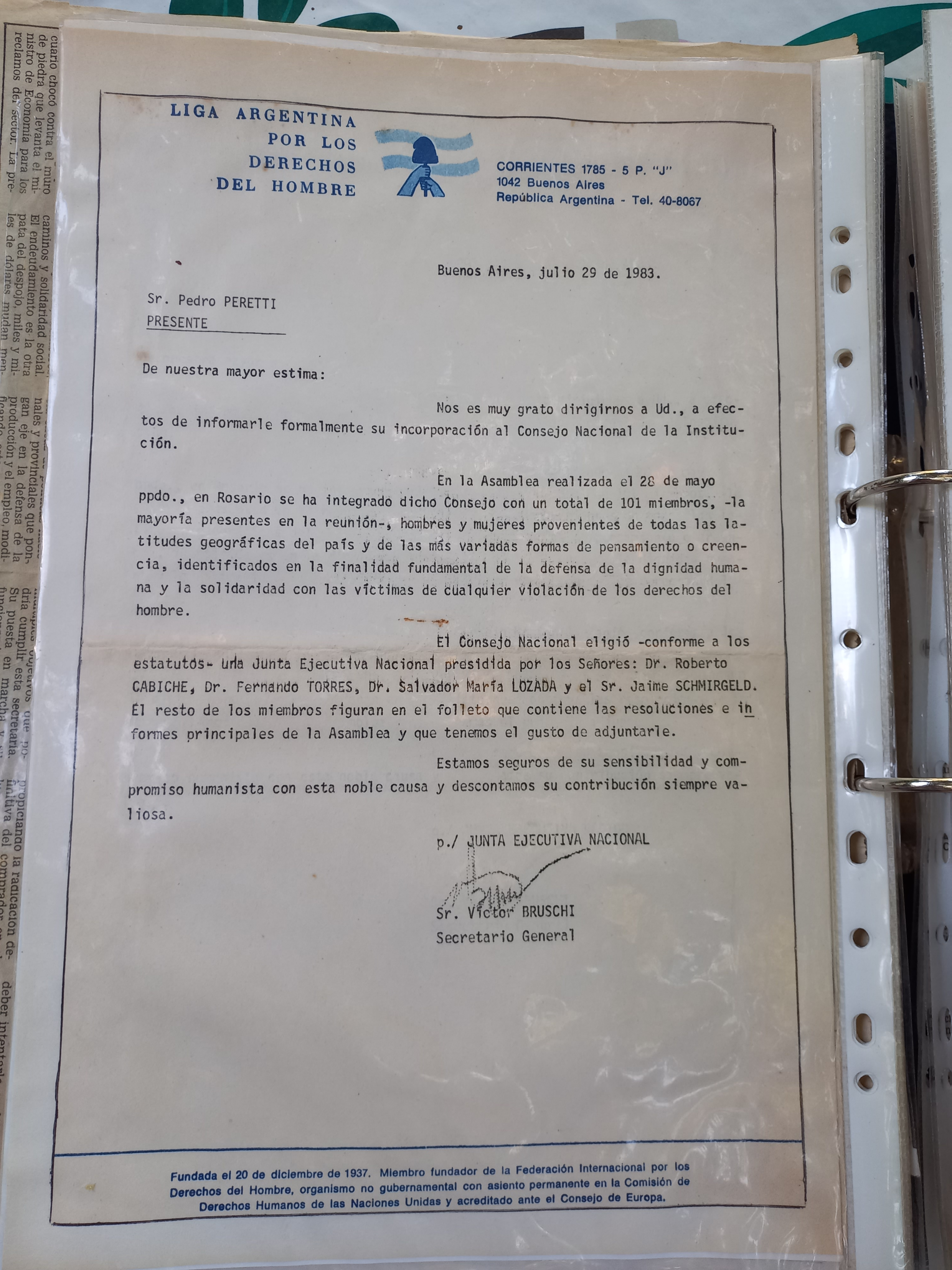
Incorporación de Pedro Peretti a la Liga Argentina por los derechos del hombre

Pedro Segundo Peretti (Máximo Paz, Santa Fe; 20 de agosto de 1956) es un escritor, militante político y chacarero argentino. Miembro fundador del Movimiento Arraigo y del Manifiesto Argentino. Es conocido por haber sido Director de la Comisión Directiva de la Federación Agraria Argentina (FAA) desde el 2009, luego del conflicto de la Resolución N.º 125/2008, hasta el 2014, año en que presenta su renuncia. Ex secretario adjunto de la Coordinadora de Productores Familiares del Mercosur (COPROFAM), miembro constituyente del seminario juvenil de la Asamblea Permanente por los Derechos Humanos (APDH), e integrante del comité de la presidencia de la Liga Argentina de los Derechos del Hombre, distrito Santa Fe.

## Reseña biográfica

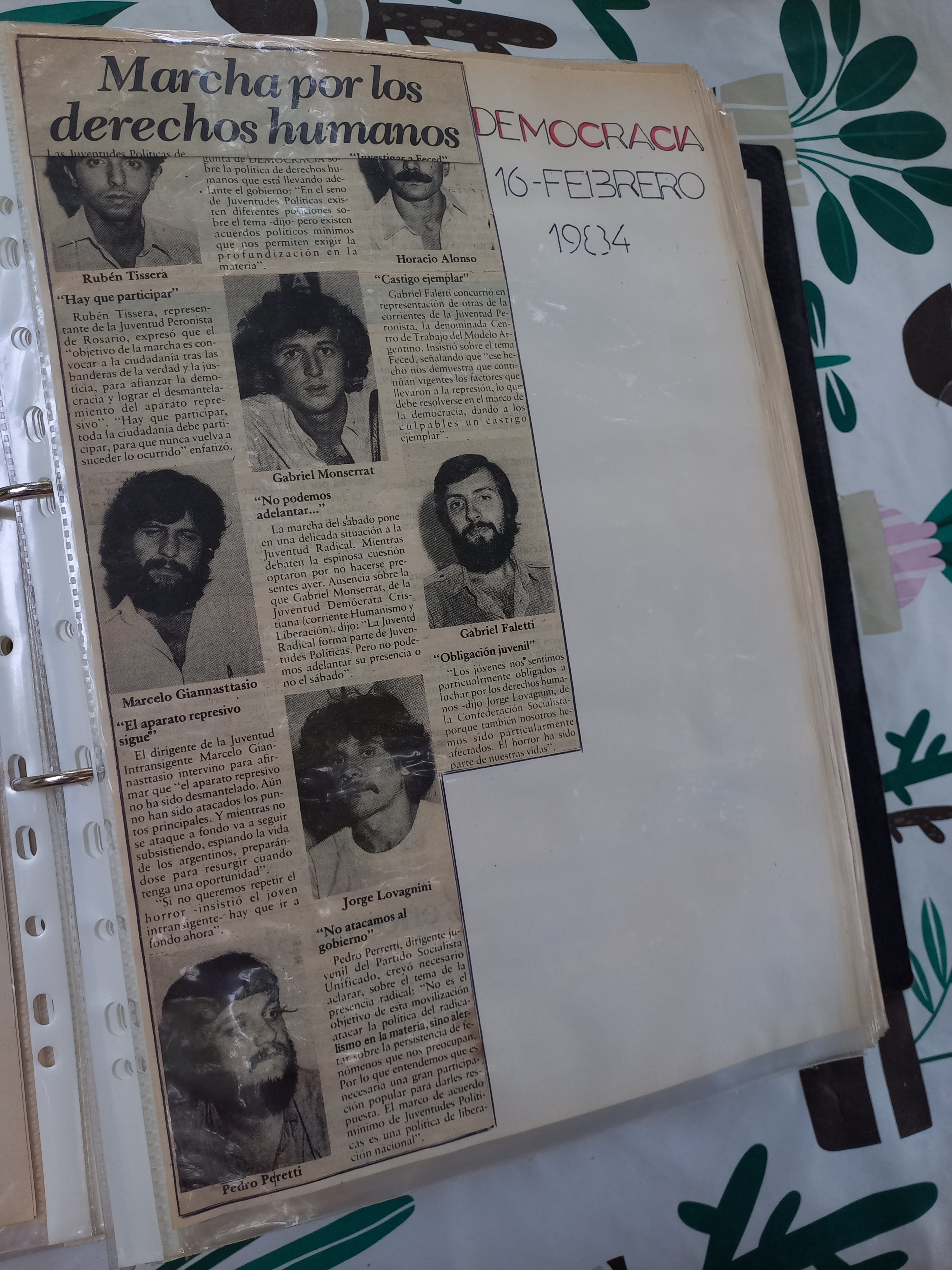
Dirigentes juveniles - Diario Democracia - 16 de febrero de 1984

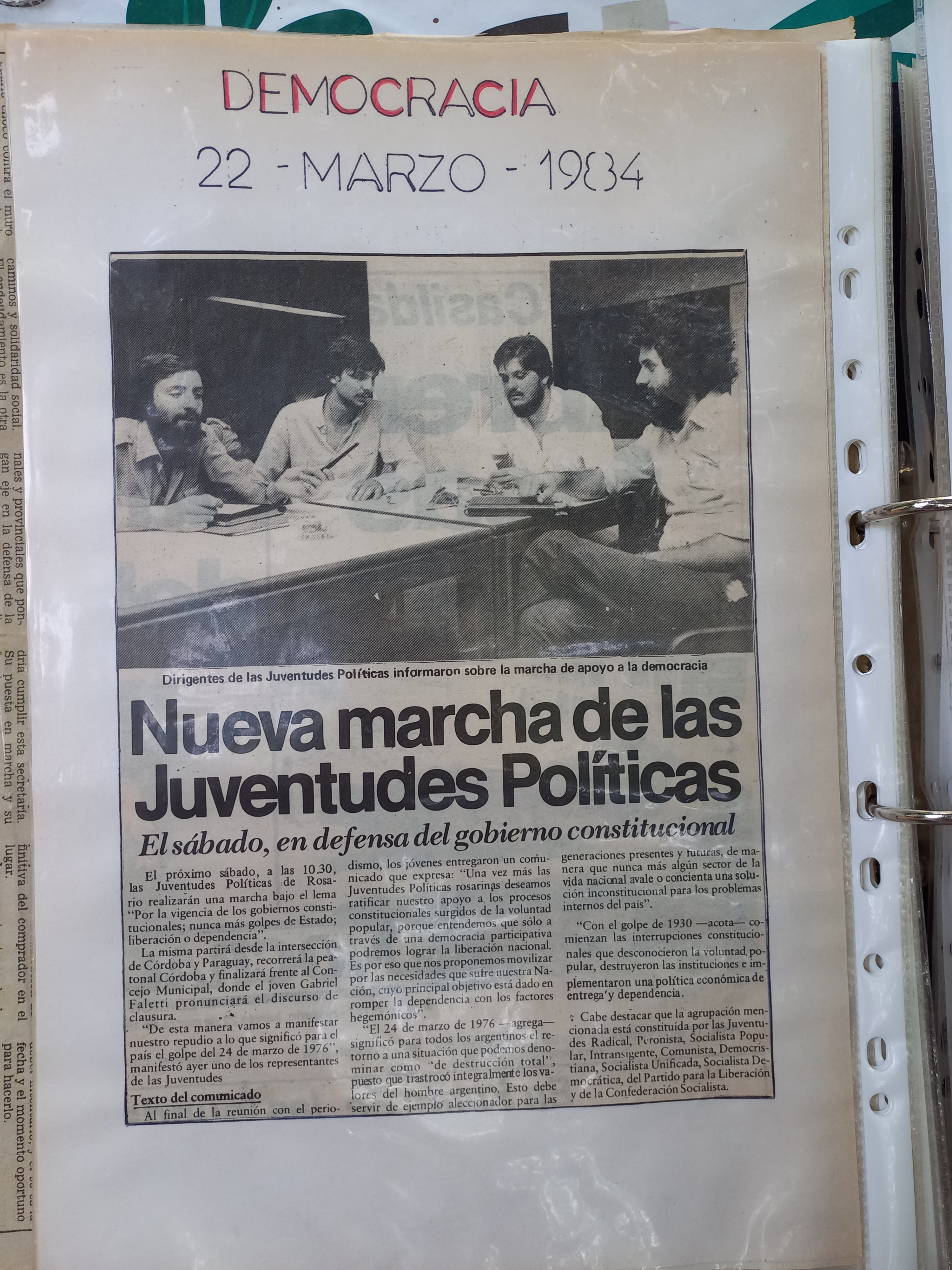
Marcha de las juventudes políticas en Argentina - Diario Democracia - 22 de marzo de 1984

Desde su juventud fue un militante político activo, en la década de los 80 fue dirigente juvenil del Partido Socialista Unificado. Participó de varias manifestaciones y marchas por la defensa de la democracia y los derechos humanos.
Fue miembro fundador del Seminario Juvenil de la Asamblea Permanente por los Derechos Humanos (APDH) en 1981, década en la que también se convirtió en miembro del Comité de Presidencia del Consejo Mundial de la Paz (CMP) y de la Liga Argentina por los Derechos del Hombre (LADH), distrito Santa Fe.
Afiliado a la Federación Agraria Argentina (FAA) desde 1975, ingresó a su Comisión Directiva como director suplente de 1995 a 1999 para luego regresar como titular en 2009, luego del conflicto de la Resolución N.º 125/2008. En 2014 presentó su renuncia, cuando la mayoría federada, encabezada por Eduardo Buzzi, decide afilar la entidad a Convergencia Empresaria, nucleamiento patronal de grandes empresas de ideario ultra liberal.

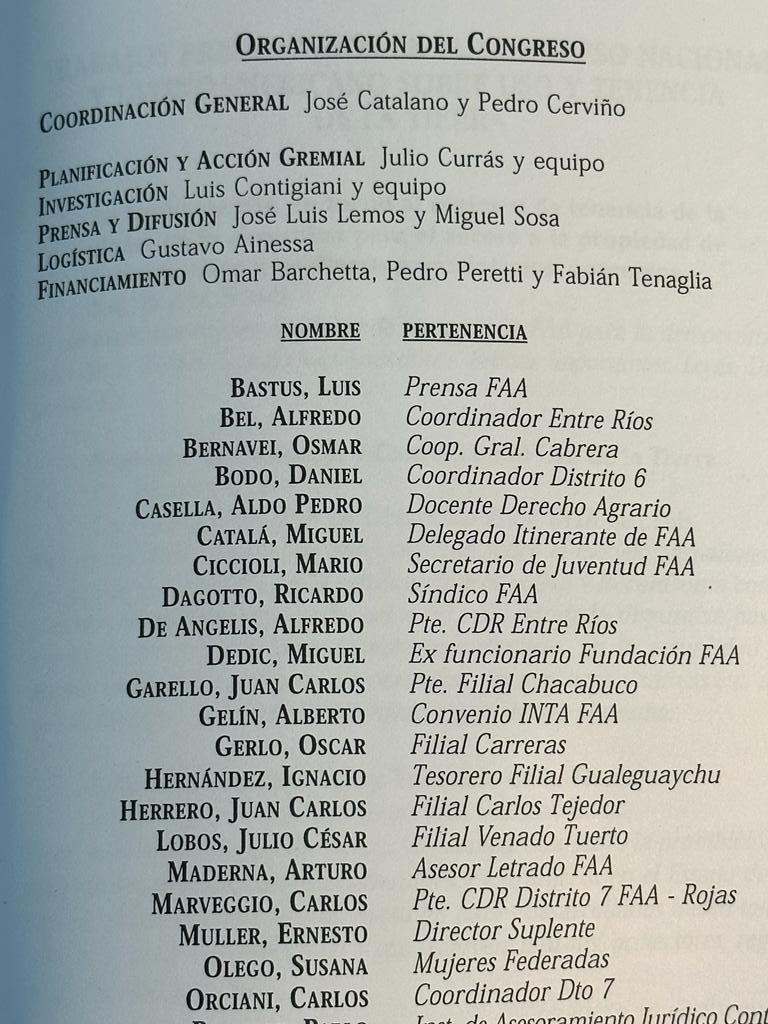
Pedro Peretti como miembro del Comité Organizativo del Congreso Nacional y Latinoamericano sobre el uso y tenencia de la Tierra

En el 2004 fue parte del Comité organizador del 1.er "Congreso Nacional y Latinoamericano sobre uso y tenencia de la tierra", llevado a cabo en el Parque Norte de la Ciudad Autónoma de Buenos Aires (CABA) el 30 de junio y el 1 de julio de ese año.
Del 2006 al 2009 fue secretario adjunto de la de la Coordinadora de Organizaciones de Productores Familiares del MERCOSUR (COPROFAM) y en diciembre de 2009 fue reelecto como integrante de la Mesa Ejecutiva.
Actualmente milita en la Agrupación Grito de Alcorta, corriente interna federada nacida como oposición a la permanencia de la FAA en la Mesa de Enlace. Es miembro fundador del Movimiento Arraigo y del Manifiesto Argentino, este último corresponde a una agrupación de intelectuales y profesionales surgido en enero de 2002 a la luz de la crisis política, social y económica que vivió el país en diciembre de 2001. El grupo estuvo activo hasta 2003, cuando se dispersó para volver a reactivarse en 2015 tras la llegada de Cambiemos al poder.
Es autor de los libros Chacareros, soja y gobernabilidad; La chacra mixta y otras yerbas; El asesinato del capitán Laurent; ¿Quién mató a Francisco Netri?, Olvido y falsificación en la historia del Grito de Alcorta y La Federación Agraria Argentina. De los orígenes a la traición. Además, es coautor de, entre otros, La Argentina agropecuaria, con Mempo Giardinelli; y Lawfare. Guerra judicial-mediática, con Rafael Bielsa. 

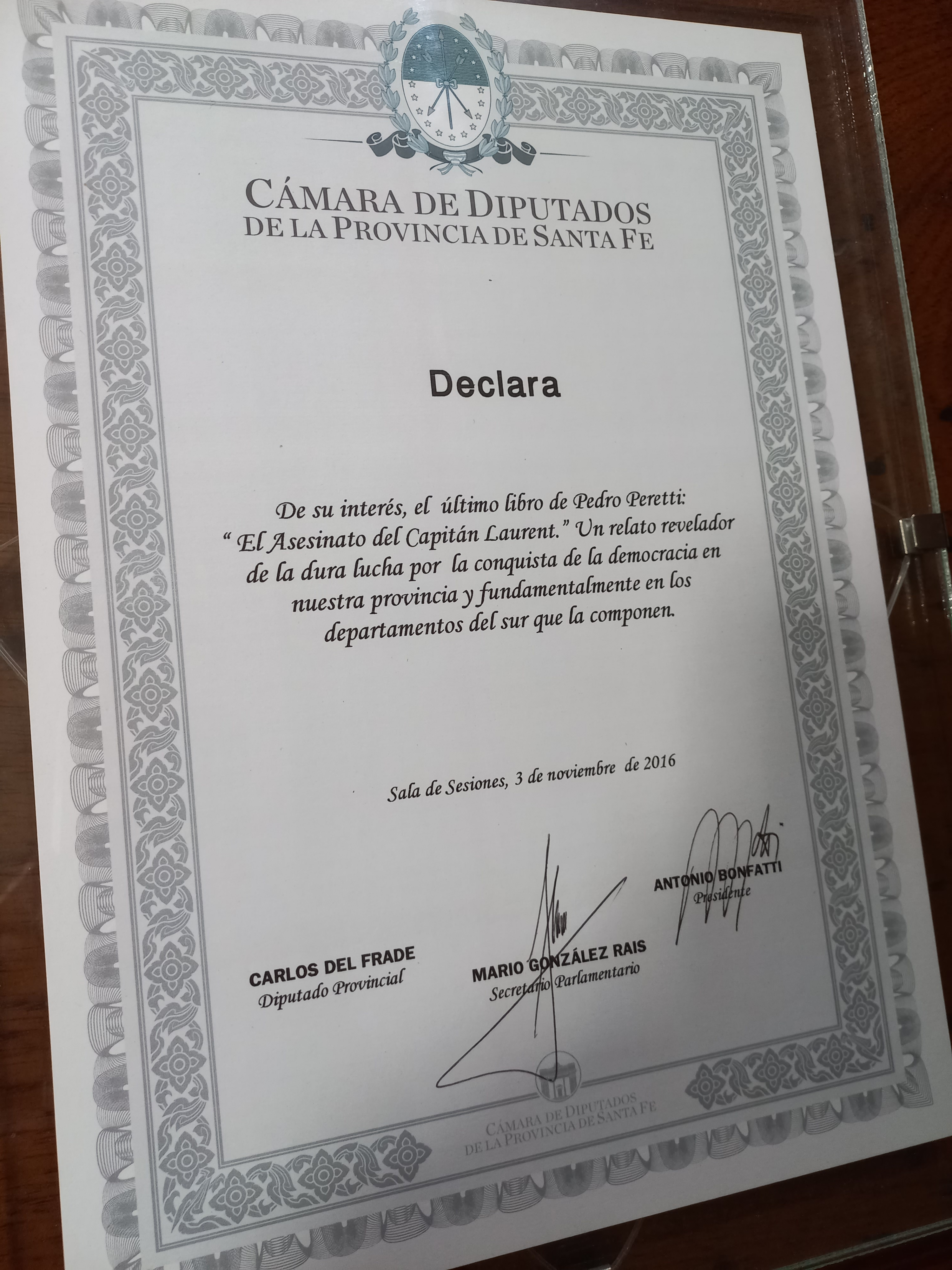
3 de noviembre de 1916 - La Cámara de Diputados de la Provincia de Santa Fe declara de su interés el libro El Asesinato del Capitán Laurent

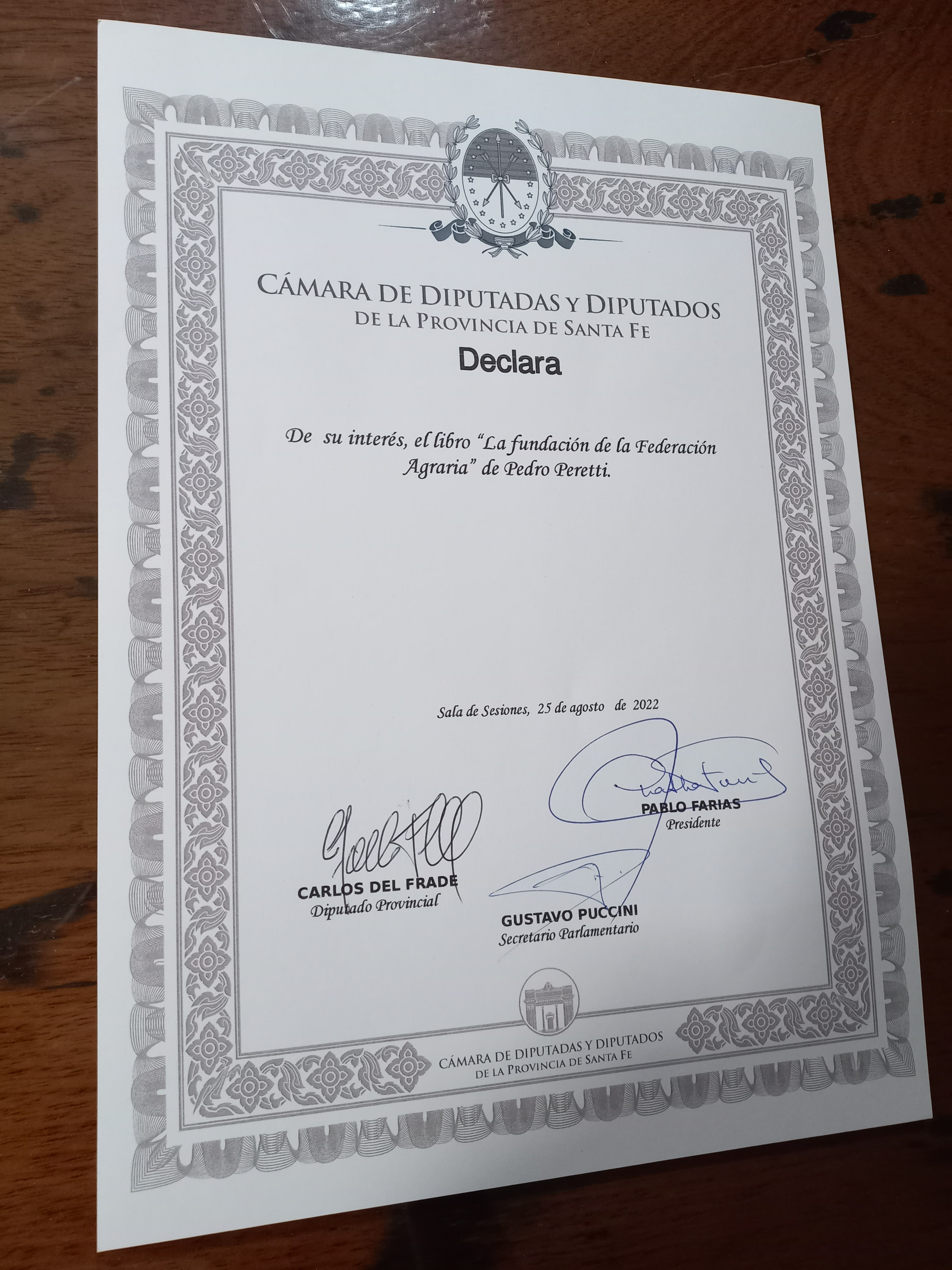
25 de agosto de 2022 - La Cámara de Diputados de la Provincia de Santa Fe declara de su interés el libro La Fundación de la Federación Agraria

Algunos de sus libros han sido declarados de interés por la Honorable Cámara de Diputados de la Provincia de Buenos Aires y de la Provincia de Santa Fe. Su reconocimiento se debe a una investigación profunda y cautelosa, con un respaldo documental preciso y completo, sobre algunos de los momentos más importantes de la historia agraria argentina. Los libros pertenecen a una trilogía que pretende auscultar una parte de esta historia. Se inicia con “Olvido y falsificación del Grito de Alcorta”, continúa con “La Federación Agraria Argentina. De sus orígenes a la traición” y culmina con “¿Quién mató a Francisco Netri?”
En 2022 participó del programa “SIC Periodismo Textual”, un programa de crónicas periodísticas,  políticas y sociales que recorre el país, en los capítulos: Alimentos, de la Tierra a la Góndola Y Alimentos: ¿Soberanía Alimentaria?
Fue panelista en el programa Caníbales, de C5N, hasta junio de 2023, fecha en que se dejó de emitir; y desde el 2019 hasta la actualidad es colaborador habitual del diario Página/12  

## Libros
- Primer encuentro sobre el hambre y la alimentación en la Argentina - Año 1985
- Máximo Paz: del atraso latifundista al desarrollo rural. Aportes para una historia de la agricultura familiar en la Argentina - Año 2007
- Chacareros, Soja y Gobernabilidad[11]- Año 2013
- La chacra mixta y otras yerbas[12] - Año 2014
- El asesinato del Capitán Laurent[13] - 2016
- ¿Quién mató a Francisco Netri?[14] - 2017
- La Argentina Agropecuaria[15] - 2018
- Lawfare: Guerra judicial mediática[16] - 2019
- Las penas y las vaquitas[17] - 2019
- Olvido y falsificación en la historia del Grito de Alcorta[18] - 2020
- Las luchas de las juventudes políticas argentinas[19] - 2020
- La Federación Agraria Argentina. De los orígenes a la traición[20] - 2022
- El Campo Popular. 45 propuestas agrarias para el bien común [21] - 2024